# Galaxie naine de la Baleine
Pour les articles homonymes, voir Baleine (homonymie).
La galaxie naine de la Baleine est une galaxie naine sphéroïdale située dans la constellation de la Baleine. Elle fut découverte en 1999 par Alan Whiting, George Hau et Mike Irwin. Elle se situe à près de 756 kpc du centre de la Voie lactée et 681 kpc de celui de la galaxie d'Andromède faisant donc partie du Groupe local.

## Morphologie et masse
Comme beaucoup de galaxies naines sphéroïdales, la galaxie naine de la Baleine a une faible brillance de surface centrale (25 mag/arcsec2 dans la bande V). Son rayon de moitié de luminosité est de 3,2' ce qui correspond à 703 pc.
Sa luminosité totale est de -11,2 mag dans la bande V ; ce qui en supposant un rapport masse luminosité de 1 conduit à une masse stellaire de 2,6 × 106 masses solaires. Quant au gas HI, la galaxie en semble dépourvue ou alors en quantité si faible qu'elle est indétectable.

## Population stellaire
Utilisant la caméra ACS du télescope spatial Hubble, une étude a montré que la galaxie de la baleine a principalement formé ces étoiles il y a 12 milliards d'années durant 2-3 milliards d'années. Depuis 8 milliards d'années (z~1), la galaxie de la baleine n'a plus formé d'étoile. Grâce au télescope de Hubble, l'étude a pu porter sur des étoiles de faible luminosité (m < 28 mag pour la bande V) et donc atteindre des étoiles de type solaire.
La plupart de la formation stellaire a eu lieu après la réionisation de l'univers montrant que cette dernière n'a pas eu pour effet de stopper la formation stellaire.

## Cinématique
La galaxie naine de la Baleine a une vitesse radiale de −87 km/s par rapport au Soleil. Sa vitesse tangentiel est pour l'instant inconnue. Sa vitesse de dispersion est elle estimé aux alentours de 17 ± 2 km/s. Dans la même étude, il est aussi suggéré que cette galaxie ait un mouvement de rotation globale de 8 km/s mais cela demande à être confirmé aux vues des erreurs de mesures.

## Position dans le Groupe Local
À l'instar de la grande majorité des galaxies naines sphéroïdales du Groupe local, la galaxie naine de la Baleine est éloigné (> 300 kpc) des deux grandes galaxies du Groupe Local ; ce qui en fait une galaxie naine sphéroïdale isolée comme la galaxie naine du Toucan. Ces galaxies naines sphéroïdales isolées sont assez rares dans le Groupe local et questionnent sur leur mode de formation.